# Mārupe (novads)
Mārupe est une municipalité de Lettonie située à la frontière sud-est de Riga, sur la rive gauche de la Daugava. Elle est bordée par Babītes novads, Olaines novads et par les voisinages de Rīga, à savoir Bieriņi, Beberbeķi, Pleskodāle, Mūkupurvs et Atgāzene. Son centre administratif se trouve à Mārupe.

## Subdivisions
La municipalité est composée de quatre grands villages, à savoir Mārupe, Jaunmārupe, Skulte et Tīraine qui regroupent 80 % de la population, et six petites localités: Lagatas, Mazieķi, Mežvidi, Mētras, Peles et Vētras.
Pendant la dernière décennie, à la suite de l'urbanisation et des activités communes, les frontières entre les localités tendent à s'effacer. Cela se remarque surtout entre Mārupe et Tīraine.

## Transport
La municipalité est desservie par la ligne du chemin de fer Rīga—Jelgava dont la gare de Tīraine se trouve au 9e km. La gare prénommée au départ Tīriņi a été inaugurée en 1928 pour être renommée en 1936.
La route A5, qui contourne Riga par le sud reliant Salaspils à Babīte passe sur le territoire de l'agglomération.
Elle est également traversée par les routes P132 (Riga—Jaunmārupe) et P133. Elle accueille l'Aéroport international de Riga.
La Route A8 reliant Riga à la frontière lituanienne est adjacente au village de Tīraine.

## Situation géographique

### Marécages
- Bieriņu purvs qui s'étend sur 342 ha.
- La partie du marécage Medema purvs.
- Cenas tīrelis faisant partie du réseau Natura 2000, il s'étend entre le lac Babītes ezers et Olaine sur le territoire de Mārupes novads et Babītes pagasts.

### Cours d'eau
- La Mārupīte
- La Neriņa
- La Dzilnupe

## Services
- Cimetière de Mārupe
- Centre sportif de Tīraine
- Golf Viesturi à Jaunmārupe
- Pension équestre Tīraines staļļi à Tīraine